# Chiêu Dương
Chiêu Dương (tiếng Trung: 昭阳区), Hán Việt: Chiêu Dương khu là một quận nội thành thuộc địa cấp thị Chiêu Thông, tỉnh Vân Nam, Cộng hòa Nhân dân Trung Hoa. Quận này có diện tích 2.240 km², dân số năm 2003 là 760.000 người. Chính quyền quận đóng tại đường Hải Lâu. Quận này được lập tháng 1 năm 2001.

## Các đơn vị hành chính

### Các nhai đạo biện sự
- Thái Bình (太平)
- Long Tuyền (龙泉)
- Phượng Hoàng (凤凰)

### Trấn
- Vĩnh Phong (永丰)
- Bắc Áp (北闸)
- Tĩnh An (靖安)
- Bàn Hà (盘河)
- Cựu Phố (旧圃)
- Lạc Cư (乐居)
- Tô Gia Viện (苏家院)
- Sái Ngư (洒渔)
- Đại Sơn Bao (大山包)
- Viêm Sơn (炎山)

### Hương
- Bố Dát (布嘎)
- Thủ Vọng (守望)
- Tiểu Long Động (小龙洞)
- Thanh Cương Lĩnh (青岗岭)
- Tô Giáp (苏甲)
- Điền Bá (田坝)
- Đại Trại Tử (大寨子)